# Мошенин, Степан Арсентьевич
Степан Арсентьевич Мошенин (1898—1957) — советский военачальник, генерал-майор артиллерии (1940), участник Первой мировой, Гражданской и Великой Отечественной войн. В 1941 году оказался в окружении. Проживал на оккупированной территории. Был осуждён к 25 годам лишения свободы, впоследствии реабилитирован.

## Биография
Степан Мошенин родился 28 марта 1898 года в Санкт-Петербурге в семье садовника. Окончил начальную школу и трёхклассное сельскохозяйственное училище.
В 1914 году по мобилизации был призван в Русскую императорскую армию. Принимал участие в Первой мировой войне, воевал на Западном и Юго-Западном фронтах, был ранен. В 1917 году Мошенин вступил в Петроградскую Красную Гвардию. Член РКП(б) с 1917 года. 
С 1918 года служил в Красной Армии. В январе 1919 года он стал курсантом 2-й Петроградской артиллерийской школы. Участвовал в Гражданской войне в боевых действиях против войск Юденича и Пилсудского, а также в ликвидации Тамбовского восстания. 
В 1921-1926 годах командовал различными артиллерийскими подразделениями. В 1928 году Мошенин окончил Томское артиллерийское училище. В 1928-1936 годах он служил командиром батареи, дивизиона, начальником штаба артиллерийского полка. В 1936-1938 годах Мошенин командовал артиллерийским полком в Ленинградском военном округе, затем ещё в течение трёх лет был командующим артиллерией Сибирского военного округа. 4 июня 1940 года ему было присвоено звание генерал-майор артиллерии. 
С началом Великой Отечественной войны на базе Сибирского военного округа была сформирована 24-я армия, а генерал Мошенин был назначен командующим артиллерией этой армии. 26 июня 1941 года армия начала отправку железнодорожными эшелонами на Западный фронт. В середине июля она вступила в бой, принимала участие в Смоленском сражении и в Ельнинской наступательной операции (в составе Резервного фронта). В начале нового германского генерального наступления на Москву 24-я армия с несколькими другими советскими армиями оказалась в «Вяземском котле». Армейская артиллерия, которой командовал Мошенин, вела бои до середины октября 1941 года, пока у неё не кончились снаряды. С 11 октября 1941 года до 15 августа 1943 года Мошенин проживал на оккупированной территории.. 
Переоделся в гражданскую одежду, уничтожил личные документы. Задерживался оккупантами, был насильно мобилизован на ремонт и перешивку железнодорожных путей в прифронтовой полосе, где работал 8 месяцев. В конце июня 1942 года бежал и устроился на работу в сельскохозяйственную общину.
Считался пропавшим без вести с ноября 1941 года, по этой причине в 1942 году был исключен из списков РККА.
В середине августа Смоленская область, в которой проживал С. А. Мошенин, была освобождена Красной Армией в ходе Смоленской наступательной операции, после освобождения он явился в советские органы. Но почти сразу, 31 августа 1943 года был арестован органами СМЕРШ. Его обвинили в том, что «проявив трусость, бросив вверенные ему войска, находившиеся в окружении, переоделся в гражданскую одежду, уничтожил партбилет, удостоверение личности генерала Красной Армии, выбросил оружие и ордена и ушёл в тыл к немцам», «в течение двух лет проживал на временно оккупированной немцами территории, не принимая никаких мер к выходу в расположение частей Красной Армии», «выслуживаясь перед немцами, вёл антисоветскую пораженческую агитацию среди военнопленных, вместе с которыми использовался германским командованием на строительных работах при немецких воинских частях». Связь с немецкой разведкой категорически отрицал.
Военная коллегия Верховного Суда СССР 28 марта 1952 года осудила С. А. Мошенина за измену Родине в виде добровольной сдачи в плен и приговорила по статье 58—1 УК РСФСР к 25 годам исправительно-трудовых лагерей с конфискацией имущества. После смерти И. В. Сталина его дело было пересмотрено и 27 июля 1953 года он был освобождён. 20 августа 1953 года он был реабилитирован и восстановлен в Советской Армии и воинском звании.
26 октября 1953 года по состоянию здоровья был уволен в отставку. Жил в Москве, умер 6 декабря 1957 года.
Награждён орденом Ленина (5.11.1954), орденом Красной Звезды (16.08.1936), орденом «Знак Почёта» (22.02.1941), медалями.